# Leptodactylus leptodactyloides
Leptodactylus leptodactyloides är en groddjursart som först beskrevs av Andersson 1945.  Leptodactylus leptodactyloides ingår i släktet Leptodactylus och familjen tandpaddor. IUCN kategoriserar arten globalt som livskraftig. Inga underarter finns listade i Catalogue of Life.